# アンドリューNDR114
『アンドリューNDR114』（アンドリューエヌディーアールいちいちよん、Bicentennial Man）は、1999年のアメリカ合衆国のSF映画。監督はクリス・コロンバス、出演はロビン・ウィリアムズとエンベス・デイヴィッツなど。200年にわたって心を育んでいくロボットを描いている。原作はアイザック・アシモフの短編小説『バイセンテニアル・マン』を元にしたアシモフとロバート・シルヴァーバーグによるSF小説『アンドリューNDR114』。
本作に対する評価は低く、批評的・興行的に失敗する結果となった。

## ストーリー
近未来、妻と二人の娘を家族に持つリチャード・マーティンは、ノーザム・ロボティックス社製の人型家事ロボット「NDR114」を購入した。NDR114がマーティン家へとやって来た日、次女アマンダが「アンドロイド」を「アンドリュー」と聞き違えたことから、NDR114はアンドリューと命名され歓迎される。しかしアンドリューに反感を持つ長女グレースは、アンドリューに二階の窓から飛び降りるように命令する。アンドリューは素直に飛び降りて半壊するが、壊れながらも大丈夫と応えるアンドリューに、リチャードはアンドリューを人間として扱うことを家族に約束させる。
ある日、アマンダとグレースと共に浜辺を散歩していたアンドリューは、誤ってアマンダの宝物である小さなガラスの馬を落として壊してしまう。アマンダから絶交を言い渡されたアンドリューは、浜辺の流木から小さな木彫りの馬を作ってアマンダにプレゼントし、彼女の許しを得る。リチャードの妻レイチェルは「どうせ機械が作った複製だ」と意に介さないが、リチャードはその馬を見てますますアンドリューの創造性に興味を覚え、技術や人間、ジョークについて教え学ばせる。アンドリューが木工技術で作る柱時計は高値で売れ、リチャードはその対価をアンドリュー名義の銀行口座に蓄えさせた。
月日は流れ、リチャードは老いた。アンドリューにひそかに想いを寄せていたアマンダも成長し、結婚した。アンドリューは表情を作れるようにアップグレードを受けてアマンダの結婚を祝ったが、ロボット然とした外見には変わりがない。やがて、アンドリューは人類の歴史を学ぶうちに人類が求め続けた「自由」に憧れ、自分自身を買い取りたいとリチャードに申し出る。リチャードはアンドリューの行動に驚き、反射的に申し出を拒否して背を向け、「出たければ勝手に出て行くがいい、おまえは自由だ」と告げる。アンドリューはリチャードの反応に失望を見せるが、マーティン家の近くに家を建て、一人暮らしを始める。やがてリチャードが死の床につき、最後の別れを交わしたアンドリューは、自分と同じNDR型ロボットを探す旅に出る。
数十年の放浪の末、アンドリューは遂に女性型NDRのガラテアと、その主人でアンドロイドの研究者ルパート・バーンズと出会う。バーンズはアンドロイドに人間のような外見をさせるための研究をしていたが、その研究はロボティックス社を含むロボット業界から見向きもされていなかった。アンドリューは研究資金と、実験台としての自身の体や人工臓器の設計アイディアをバーンズに提供し、人間そっくりのボディを手に入れる。マーティン家に帰還した彼は、かつてのアマンダそっくりの孫娘ポーシャと年老いたアマンダに出会う。やがてアマンダの死に目に会い、孤独になったアンドリューはポーシャとの対話を求める。アンドリューはポーシャの不信と反感を解かし、やがて2人は愛し合うようになるが、人類法廷は2人の結婚を法的に認めてはくれなかった。
さらに月日は流れポーシャは老いたが、お互いに愛する者が側にいる穏やかな生活を送っていた。一方、バーンズはアンドリューのおかげもあって成功し、今やロボットのみならず人間の体でも使える人工臓器の分野における第一人者となっていた。事故や病気で損傷した体の一部をアンドリューと同じ人工臓器で置き換えた人間も多い中、アンドリューは「なぜ自分が人間でないのか」と改めて人類法廷に問うが、またも法廷はアンドリューの問いや訴えを否定した。
長い人生に疲れていたポーシャが、長寿をもたらす遺伝子活性剤を飲むのを止めて自らの死を決意する中、アンドリューは「人間」として認められるために不死でなくなることを決意し、バーンズの協力を得て自分の体に人間の血液を輸血した。バーンズが言うには、このまま血液は人工血管を介して電子頭脳を含む全身に行き渡り、そのまま凝固することでアンドリューの肉体の機能は停止し、死に至るという。血液の影響で老化の進んだ外観となったアンドリューは、人類法廷に出廷し「あなたのどこが人間なのか」という反問に、自分の胸を指して「ここです」と答えた。
判決の下る日、アンドリューとポーシャはベッドに横になってテレビ画面を見ながら判決を待った。人類法廷がアンドリューを「彼はあと数時間で200歳になります。人類の歴史上で最も長生きした人間です。」と認めた時、アンドリューは活動を永遠に停止した。ポーシャは、人間の姿を得て看護婦として付き添っていたガラテアに、自分の生命維持装置を停止するように求めた。ガラテアはポーシャの頼みに従い生命維持装置のスイッチを切ると、「偉大なアンドリューならきっとこう言ったでしょう。お役に立てて、光栄です」とアンドリューへ抱いていた自らの尊敬の思いを込めて語った。ポーシャはアンドリューの手をとり、死を迎えるのだった。

## 登場人物
アンドリュー
演 - ロビン・ウィリアムズ
ノーザム・ロボティックス社製の人型家事ロボット「NDR114」。マーティン家に仕える。名前はアマンダがアンドロイドという言葉を聞き間違えたことに由来する。はじめは他のNDRと変わらない普通のロボットだったが、ロボットを嫌うグレースの命令で2階の窓から飛び降りたショックで感情が目覚める。創作技術を持ち、当初は彫刻を作っていたが、次第に時計や家屋などの複雑な構造も作れるようになり、それらを売りに出すことで多額の収入を得るようになる。様々な人物との出会いや別れを繰り返し「自由」や「人間らしい容姿や感覚」「人間としての法的承認」を求め、それらを得る過程で喜怒哀楽や恋愛を覚え情緒も発達していく。最後は「老いと死」を得て、世界裁判から人間としての承認を得る直前、最愛の人であるポーシャの隣で永遠に活動を停止した。
アマンダ・マーティン（リトル・ミス）
演 - エンベス・デイヴィッツ（幼少期：ハリー・ケイト・アイゼンバーグ）
マーティン家の次女で、アンドリューの名付け親。アンドリューからは「リトル・ミス」と呼ばれる。アンドリューが作った馬の彫刻やピアノの演奏を通じて心を通わせ、次第に彼に恋い焦がれるが「人間とロボットとは愛し合えない」と考えフランクという男性と結婚する(後に離婚した模様)。数十年の旅を経て人間らしい容姿を得たアンドリューにも変わらず接するが、程なくして脳出血で倒れる。最期はアンドリューとポーシャに見守られ、幼少期に彼に貰った馬の彫刻を握り締めながら眠るように息を引き取った。
ポーシャ・チャーニー
演 - エンベス・デイヴィッツ
アマンダの孫でロイドの娘。職業は修理士で、専門はアンティークや蓄音機、教会の装飾など多岐にわたる。隔世遺伝でアマンダによく似た容姿を持っていたため、当初アンドリューには若返ったアマンダと思われた。人間らしさを求めるアンドリューの話し相手として接していくうちに惹かれていく。しかし人間とロボットとの壁に悩み、渋々チャールズという男性（アンドリュー曰く「全身アゴみたいな男」）と結婚しそうになるが、挙式の2週間前になってアンドリューからプロポーズを受け、婚約を破棄しアンドリューと共に生きることを決めた。自然の摂理に従い、アンドリューが発明した人工臓器や老化防止薬を使わず老いて死ぬことを選ぶ。最期は永遠に活動を停止したアンドリューの隣に寄り添いながら、あの世で再会することを願って息を引き取る。
リチャード・マーティン（サー）
演 - サム・ニール
妻レイチェルと二人の娘・グレースとアマンダを持つ一家の大黒柱。アマンダに木彫りの馬を作ってみせたアンドリューの創作技術に興味を持ち、さまざまな教育を施した。晩年、自由を求めるアンドリューを受け入れられずに突き放してしまうが、その後間違いに気づき、今際の際になってアンドリューと和解することができた。
ルパート・バーンズ
演 - オリヴァー・プラット
アンドロイドの研究者で、デニスの息子。父と共同で人工皮膚などロボットを人間らしく見せるための技術に注力し、父亡き後も一人で研究を続けていた。周りの承認を得られず資金難だったが、商業で稼いでいたアンドリューに援助してもらう。アンドリューに人間らしい容姿や感覚を与えたり、良き友人の一人として支え続けたが、晩年はアンドリューが発案した『人間にも使用できる人工臓器』の技術によって一大企業の成功者となる。
ガラテア
演 - キルステン・ウォーレン
女性型NDRで、バーンズによって感情を獲得している。歌って踊る事を愛する陽気な性格（アンドリューには鬱陶しがられ、ドリルで体に穴をあけられそうになった）だが、チップによって制御されているため、チップ交換で怒りっぽい性格に変わったりする。終盤はアンドリューと同様に人間らしい容姿を得て、アンドリューとポーシャの最期を看取った。
レイチェル・マーティン
演 - ウェンディ・クルーソン
リチャードの妻。アンドリューを気味悪がる。
グレース・マーティン（ミス）
演 - アンジェラ・ランディス（幼少期：リンゼ・レザーマン）
マーティン家の長女。アンドリューに冷たく、2階の窓から飛び降りさせた張本人。成長してからは昼間の路上で男性と激しく愛し合うような節操のない人物になってしまう。
デニス・マンスキー
演 - スティーヴン・ルート
ノーザム・ロボティックス社の社員。収入はアンドリューのおよそ12分の1。アンドリューを始め、ロボットはあくまで電化製品であると考えており、意見の相違からリチャードと衝突する。後に会社をクビになり、かねてから続けていた『より人間に近い見た目のロボット』の研究に着手するようになり、息子のバーンズと共同で開発を進めるが、周りの承認を得られないままこの世を去る。
ビル・ファインゴールド
演 - ジョン・マイケル・ヒギンズ
弁護士。ロボットが口座を作る法律のことでマーティン家から相談を受ける。その後、アンドリューが右手の親指を修理する際、ノーザム・ロボティックス社がアンドリューの脳回路に触れた際には訴訟も辞さないというリチャードの支援をした。
ロイド・チャーニー
演 - ブラッドリー・ウィットフォード
アマンダの息子で、ポーシャの父。幼少期からアンドリューに砂をかけたり、成長し弁護士になってからもアンドリューに無礼な態度を取ることがあったため（アマンダ曰く、無礼さは父譲り）、はじめポーシャがロイドの娘と知ったアンドリューは「道理で無礼だ」と納得した。

## キャスト
| 役名                                     | 俳優                           | 日本語吹替 | 日本語吹替   |
| 役名                                     | 俳優                           | ソフト版   | 日本テレビ版 |
| ---------------------------------------- | ------------------------------ | ---------- | ------------ |
| アンドリュー                             | ロビン・ウィリアムズ           | 江原正士   | 堀内賢雄     |
| アマンダ・マーティン（リトル・ミス）     | エンベス・デイヴィッツ         | 渡辺美佐   | 田中敦子     |
| ポーシャ・チャーニー                     | エンベス・デイヴィッツ         | 渡辺美佐   | 田中敦子     |
| リチャード・マーティン（サー）           | サム・ニール                   | 牛山茂     | 磯部勉       |
| ルパート・バーンズ                       | オリヴァー・プラット           | 手塚秀彰   | 塩屋浩三     |
| ガラテア                                 | キルステン・ウォーレン         | 安岡有美子 | 雨蘭咲木子   |
| レイチェル・マーティン（リチャードの妻） | ウェンディ・クルーソン         | 宮寺智子   | 塩田朋子     |
| リトル・ミス（幼少期・7歳）              | ハリー・ケイト・アイゼンバーグ | 間宮くるみ | 黒葛原未有   |
| グレース・マーティン（ミス）             | アンジェラ・ランディス         |            |              |
| ミス（幼少期・9歳）                      | リンゼ・レザーマン             | 三浦智子   | 菅野莉央     |
| ビル・ファインゴールド弁護士             | ジョン・マイケル・ヒギンズ     | 小室正幸   |              |
| ロイド・チャーニー                       | ブラッドリー・ウィットフォード | 浜田賢二   | 井上肇       |
| デニス・マンスキー                       | スティーヴン・ルート           | 茶風林     | 玄田哲章     |
| 議長                                     | ジョージ・D・ウォレス          | 北村弘一   | 村松康雄     |
| マージョリー・ボータ議長                 | リン・ティグペン               | 磯辺万沙子 | 巴菁子       |

- ソフト版：VHS・DVD収録

演出：清水洋史、翻訳：岸田恵子、調整：宇田川亨子、プロデュース：吉岡美惠子、制作担当：神部宗之、制作：東北新社
- 日本テレビ版：初回放送2003年10月24日 21:03-23:14 『金曜ロードショー』

その他：古田信幸、緒方文興、朴璐美
演出：小山悟、翻訳：たかしまちせこ、調整：重光秀樹、効果：リレーション、制作：ケイエスエス
- 日本語字幕：戸田奈津子

## 作品の評価

### 映画批評家によるレビュー
本作は批評家から酷評されている。Rotten Tomatoesによれば、99件の評論のうち高評価は37%にあたる37件で、平均点は10点満点中4.40点、批評家の一致した見解は「『アンドリューNDR114』は酷い脚本によって台無しにされ、結局は退屈で吐き気を催すほど過度に感傷的なものになってしまっている。」となっている。
Metacriticによれば、31件の評論のうち、高評価は7件、賛否混在は14件、低評価は10件で、平均点は100点満点中42点となっている。
ロジャー・イーバートは4つ星中2つ星を付け、「『アンドリューNDR114』は期待を込めて始まるが、断続的に進み、最後はグリーティングカードのような陳腐な感傷に陥る。ロビン・ウィリアムズは映画の前半を金属製のロボットスーツに身を包んで過ごし、彼が姿を現すと脚本はロボットに切り替わる。なんともがっかりだ」と評した。バラエティ誌 のトッド・マッカーシーは「のんびりと感傷的に描かれた野心的な物語」と総括した。ダラス・オブザーバーのアンディ・クレインは本作をより強く批判し、「コロンバスが『ミセス・ダウト』の主演ロビン・ウィリアムズと再タッグを組んだ『アンドリューNDR114』は、子供向けコメディとして宣伝されているが、実際には子供向け映画ではなく、作画的にも演出的にも特に面白いわけでもない。」とした。

### 受賞歴
| 賞                           | 部門               | 対象者                                  | 結果       | 参照       |
| ---------------------------- | ------------------ | --------------------------------------- | ---------- | ---------- |
| 第72回アカデミー賞           | メイクアップ賞     | グレッグ・キャノム                      | ノミネート | [ 8 ]      |
| 第20回ゴールデンラズベリー賞 | 最低主演男優賞     | ロビン・ウィリアムズ                    | ノミネート | [ 9 ]      |
| ジョージー賞（2000年度）     | 最優秀特殊メイク賞 | グレッグ・キャノム ウェス・ウォフォード | 受賞       | [ 要出典 ] |